# 水原たま
水原 たま（みずはら たま、1982年10月20日 - ）は、日本の元AV女優。

## 略歴
- 2002年に『みずたま模様』でAVデビュー。

## 作品

### アダルトビデオ
2002年
- みずたま模様（2月21日、クリスタル映像 / VENUS）
- たまらないほど愛しくて（3月14日、クリスタル映像 / VENUS）
- 超実録発情女子校生 #01 水原たまみ（10月18日、泰成 / FIRE） - 水原たまみ名義

2003年
- I LOVE TAMA 水原たま（2月1日、オーロラプロジェクト）
- 嬲る。みずはらたま（2月23日、ドグマ）
- 桃太郎 The BEST5 M女・S女（6月27日、桃太郎映像出版） - オムニバス
- 琉球 強制輪姦 灼熱強姦中出し調教 水原たま（7月18日、グローリークエスト）
- 愛 バーチャオナ 87 フェティッシュオナニー編 たま20歳（7月30日、アルファー・インターナショナル）
- オーロラプロジェクト未収録映像集 スクラップブック Vol-01（8月7日、オーロラ・プロジェクト）- 『I LOVE TAMA』の未収録シーン 他出演:小澤春香、みお、田中瞳、河原鮎子
- 乱交の乱 in 沖縄（8月10日、アクティブワン）- 他出演:星川みなみ
- 水原たまのバーチャル・ボディー（9月9日、AVS PROJECT）
- 沖縄と乱交 OKINAWA SWAPPIN'（9月15日、アルファー・インターナショナル）- 共演:月咲舞、青木沙羅、星川みなみ
- 裏女子校生 制服の下はぐちょぐちょマ◎コ 水原たま1●才（10月1日、泰成 / FIRE）
- 8P乱交汁まみれ（10月20日、トランスコーポレーション）- 共演:月咲舞、青木沙羅、星川みなみ
- はだかdeデート NAKED DATE Vol.2（11月18日、アルファー・インターナショナル）
- 乱交の王国～琉球編～（12月22日、スパークス）- 共演:月咲舞、青木沙羅、星川みなみ

2004年
- 全開女優4時間 SPECIAL（2月20日、グラスワン）- オムニバス
- 闇流出 有名女優の「スケスケおま○ちょ」 水原たま（2月21日、インディーズジャパン）
- 角オナ01（3月11日、アルファー・インターナショナル） - オムニバス
- BeMax4時間PREMIUM（3月26日、グラスワン）- オムニバス
- バニー倶楽部 4（5月14日、桃太郎映像出版）- 他出演:月丘うさぎ、松乃桃花、朝日奈まひる、はらだはるな
- 琉球 強制輪姦 BEST 中出し（6月5日、グローリークエスト）
- GrassOne2004 上半期BEST!!（6月18日、グラスワン）
- まんぐり返し 乱れ4時間（8月6日、GLAY'z） - オムニバス

2005年
- ひとりエッチ プラス（2005年1月21日、桃太郎映像出版）- 他出演:高瀬りな、高橋ケイト、中村あみ、川嶋なな、松下可憐